# Рулонный газон
Рулонный газон — это дернина газонных трав, выращенная посевом семян на специальные маты рыхлой структуры из растительного или искусственного волокна. Готовая дернина свёртывается рулонами, удобными для транспортировки. Для эффективной перевозки рулоны укладываются на поддоны. На одном поддоне умещается 63 рулона, что составляет 50 м2. 
В настоящее время рулонный газон — самый технологичный и эффективный способ благоустройства. Газон выращивают на специальных полях, с которых рулоны перевозят в любое место, где запланировано создание газона. Укладка готовой дернины может занять несколько часов.

## Выращивание газона
Газон для продажи в рулонах сеют с помощью специальных сеялок, которые позволяют распространить семена по полю на максимально близком расстоянии. Такой способ посадки обеспечивает плотный травостой. Для посева выбираются те травы, которые наиболее оптимальны для места будущего произрастания газона, а также зимостойкие и устойчивые к болезням и засухе.
Газон выращивают на полях специальных питомников как минимум в течение двух лет, после чего он готов к срезке. Срезанный и свёрнутый в рулоны газон может храниться не более суток.

## Укладка газона
Для укладки готового газона понадобятся следующие приспособления: тачка, грабли, штыковая лопата и газонный каток. Рулонный газон укладывается на плодородный слой почвы, плотно, стык к стыку в шахматном порядке, но и так, чтобы один слой не накладывался на другой. После укладки газон необходимо укатать садовым катком и обильно полить. Рекомендуемая норма полива 10-20 литров на м2.
Ходить по такому газону можно сразу после укладки. Рулонный газон требует регулярного ухода: полива и скашивания, тогда сорняки долго не появляются на нём. Особое внимание необходимо обращать на  газон в первый месяц эксплуатации. Не допускается перерастания газонной травы более 15 см и низкий покос менее 3 см. В этот период необходимо косить на высоту  5-7 см. Это обеспечит лучшее развитие и приживаемость корневой системы.

## Внесение удобрений
Газонные 
удобрения нужно вносить регулярно, следуя основному правилу: весной и летом вносят 
азотные удобрения, осенью — безазотные калийно-фосфорные. Эффективность 
применения удобрений зависит от состава газонных травосмесей, характеристик почв, 
возраста газона и способов и сроков внесения удобрений. Наилучшие результаты 
достигаются при правильном и своевременном внесении удобрений.

## Размеры рулонов
Стандартный рулон имеет следующий размеры:
ширина рулонной полосы — 0,4 м;
длина рулонной полосы —  2,0 м;
толщина рулонной полосы — 15 – 20 мм (1,5 – 2,0 см);
площадь рулонной полосы — 0,8 кв. м.